# Кафе де ля Пэ
Кафе де ля Пэ (фр. Café de la Paix) — знаменитое кафе в IX округе Парижа. Было оформлено по проекту Шарля Гарнье — автора проекта здания парижской Оперы, находящейся на той же площади.

## История
Кафе открылось 30 июня 1862 года как кафе и ресторан отеля с тем же названием — «Гранд-Отель де ля Пэ» (фр. Grand-Hôtel de la Paix), который несколько позже был переименован в Гранд-Отель, обслуживавший посетителей Всемирной выставки 1867 года. Первые хозяева отеля — известные коммерсанты второй половины XIX века братья Перейр.
Близость к Опере Гарнье привлекала в кафе множество знаменитостей. Среди посетителей были Пётр Чайковский, Жюль Массне, Эмиль Золя, Ги де Мопассан. В 1896 году в кафе устраивались киносеансы, организованные конкурентом братьев Люмьер Эженом Пиру. В годы «Прекрасной эпохи» посетителями были, в частности, Сергей Дягилев, принц Уэльский, будущий британский король Эдуард VII, Тристан Бернар, Жюль Ренар, испанский король Альфонс XIII, шах Ирана Мозафереддин.
Кафе выступило местом действия стихотворения «Пьющие абсент» канадского поэта Роберта Сервиса и рассказа «Мой старик» Эрнеста Хемингуэя. Его изображали на своих картинах Константин Коровин, Антуан Бланшар и Эдуард Кортес. Известны два пейзажа Коровина, на которых кафе де ля Пэ показано вечером, в ярком свете искусственного, как бы театрального освещения.
В кафе де ля Пэ была устроена радиостудия, откуда было организовано прямое вещание на США, программа «This is Paris», участниками которой были Ив Монтан, Морис Шевалье и Анри Сальвадор. В декабре 1942 года под руководством Гестапо в кафе был арестован советский разведчик Лео Гроссфогель.
В 1975 году министерство культуры Франции объявило Гранд-Отель и кафе де ля Пэ (в том числе их интерьеры) историческим памятником. В 2003 году, к 150-летию кафе и отеля, была проведена масштабная реставрация их залов, внутреннего и внешнего убранства.

## Галерея
- Площадь Оперы (около 1900). Слева Гранд-Отель и кафе де ля Пэ (на первом этаже), справа от них Опера Гарнье. На переднем плане — строительство станции метро Опера
- Терраса кафе де ля Пэ на бульваре Капуцинок (1935)
- На террасе кафе (дата неизвестна)
- Ночные посетители кафе де ля Пэ и Опера Гарнье (2008)